# Коберн, Джордж
Джордж Ко́берн (Ко́уберн; англ. George Cockburn; 22 апреля 1772 — 19 августа 1853) — английский военный и государственный деятель, адмирал флота и губернатор острова Святой Елены, Первый морской лорд.

## Биография
Родился 22 апреля 1772 года в Лондоне, был вторым сыном Джеймса, 8-го баронета Коберна.
В 1786 году вступил в службу в Королевский флот и быстро продвинулся по служебной лестнице. Первое время служил в метрополии, затем находился в плаваниях в Ост-Индии и Средиземноморье. Первым его боевым опытом было участие в блокаде Ливорно в 1796 году. В следующем году он командовал фрегатом в сражении при мысе Сан-Висенте.
Командуя кораблем, отличился в 1809 году при штурме Мартиники и принял у французов капитуляцию, получив за это дело благодарность от Палаты общин.
В кампании 1811 года находился у берегов Испании и будучи произведён 12 августа следующего года в чин контр-адмирала синей эскадры был послан для операций по защите испанских колоний в Америке.
Участвовал в войне с Северо-Американскими Соединёнными Штатами, как непосредственный помощник адмирала Джона Борлэза Уоррена и затем Александра Кохрэна и был главным исполнителем карательных экспедиций против береговых поселений САСШ. Был организатором пополнения английского колониального корпуса морской пехоты из освобождённых чёрных рабов. Самой крупной операцией Коберна был захват и сожжение Вашингтона 24 августа 1814 года.
В начале 1815 года Коберн был награждён орденом Бани, и по возвращении в Европу ему было дано поручение отвезти пленного Наполеона на остров Святой Елены, где он оставался в течение нескольких месяцев в качестве губернатора острова.
Впоследствии Коберн неоднократно занимал должность Первого морского лорда Адмиралтейства (1828—1830, 1834—1835, 1841—1846 гг.). Несколько раз избирался в парламент (от Портсмута в 1818—1820, от Уэбли в 1820—1828, от Плимута в 1828—1832 и от Рипона 1841—1847), входил в партию тори. 10 января 1837 года сэр Джордж был произведен в чин адмирала белой эскадры.
В 1852 году Коберн унаследовал семейный титул баронета, который ему достался после смерти бездетного старшего брата.
Скончался 19 августа 1853 года в Лемингтон (Уорвикшир).

## Образ в кино
- «Наполеон на острове Святой Елены[нем.]» (немой, Германия, 1929) — актёр Магнус Штифтер[нем.]